# Carex davalliana
Laîche de Davall, Carex de Davall
Espèce
Synonymes
Voir texte.
Statut de conservation UICN

 LC  : Préoccupation mineure
Carex davalliana, de noms communs Laîche de Davall ou Carex de Davall, est une espèce de plantes vivace de la famille des Cyperaceae et du genre Carex, endémique d'Europe.

## Étymologie
« Carex » vient « du latin carere, manquer : épi supérieur ordinairement mâle et manquant de graines ; ou du grec cairô, je coupe, ou bien encore carax, fossé : plantes souvent à feuilles coupantes et croissant dans les fossés (Coste) ». Davalliana signifie « de Davall » en hommage à Edmund Davall.

## Description

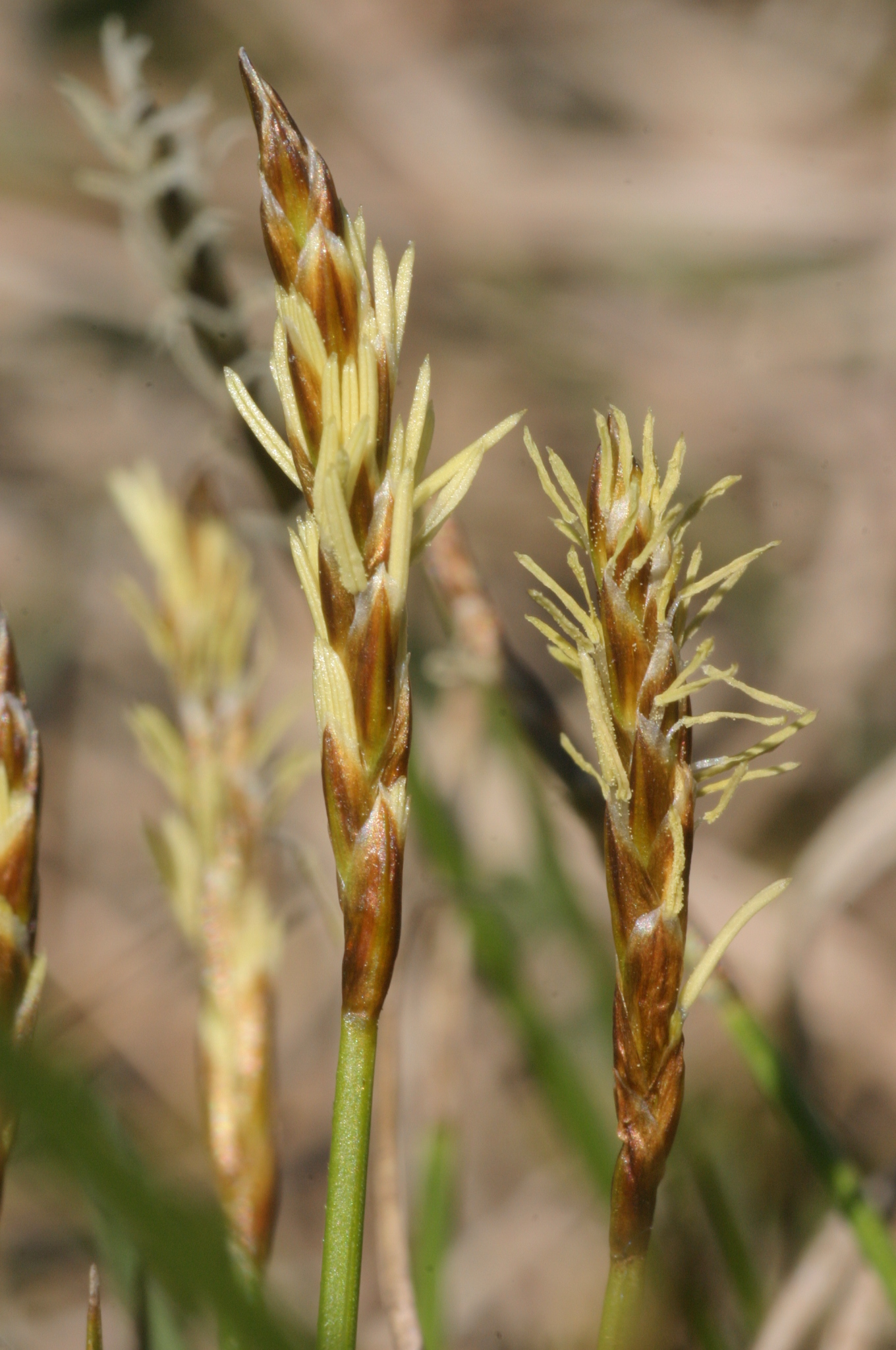
Épis.

### Appareil végétatif
C'est une plante vivace de 10 à 35 cm, glabre, à souche fibreuse gazonnante ; la tige est dressée, filiforme, trigone, scabre ; les feuilles sont plus courtes que la tige, sétacées, rudes.

### Appareil reproducteur
L'épillet est solitaire, terminal, multiflore, disque, parfois monoïque ; le mâle est linéaire-cylindracé, à écailles lancéolées ; l'épi femelle est oblong, à écailles roussâtres, ovales-aiguës, persistantes ; la bractée est triangulaire mucronée ; il y a deux stigmates ; les utricules sont à la fin très étalés ou réfléchis, bruns, oblongs-lancéolés (3 mm), plans-convexes, peu nervés, atténués en bec long dépassant l'écaille ; le fruit est un akène oblong, de plan convexe. La floraison a lieu d'avril à juillet.

### Confusions possibles

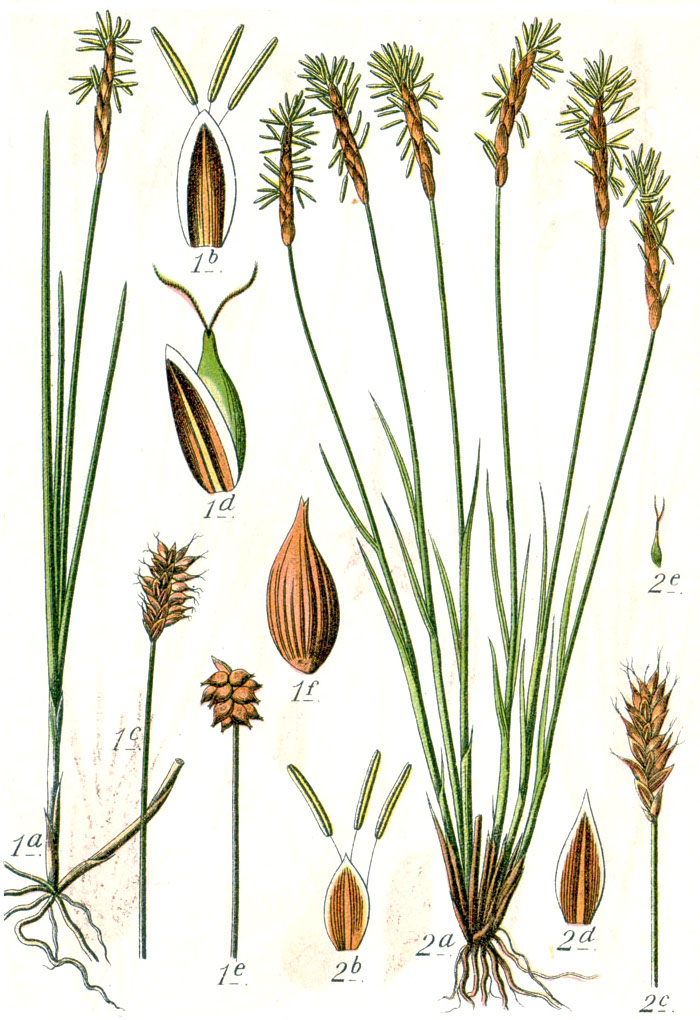
Illustration botanique de Carex dioica (à gauche) et de Carex davalliana (à droite).

La Laîche puce (Carex pulicaris) peut être confondue avec les formes monoïques de Carex davalliana, dont l'utricule est plus renflé à la base et non pédicellé.

## Habitat et écologie
Ce carex est caractéristique des marécages, tourbières et bordures de sources, jusqu'à une altitude de 2 500 mètres.

## Répartition
La Laîche de Davall est originaire d'Europe, surtout centrale.

## Menaces et conservation
L'espèce en « préoccupation mineure » (LC) aux niveaux mondial et français ; cependant, elle est « en danger critique d'extinction » (CR) en Pays de la Loire et Picardie, et « en danger » (EN) en Alsace et en Lorraine.

## Synonymes
- Carex curvula Willd. ex Kunth, pro syn. (synonyme ambigu)
- Carex davalliana var. androgyna Döll
- Carex davalliana f. sieberiana (Opiz) Bolzon
- Carex davalliana subsp. sieberiana (Opiz) K.Richt.
- Carex davalliana var. sieberiana (Opiz) Nyman
- Carex davalliana var. squarrosa Wallr., not validly publ.
- Carex davalliana var. surrecta Wallr.
- Carex dioica var. davalliana (Sm.) Wahlenb.
- Carex dioicotrigona St.-Lag., nom. superfl.
- Carex leucorhiza Dulac, nom. superfl.
- Carex recurvirostra Haller f. ex Steud., pro syn.
- Carex reflexa Gaudin
- Carex scabra Hoppe
- Carex sieberiana Opiz
- Carex villosa Franch. & Sav., nom. illeg.
- Caricinella scabra (Hoppe) St.-Lag.
- Maukschia scabra (Hoppe) Heuff.
- Psyllophora davalliana (Sm.) Schur
- Psyllophora sieberiana (Opiz) Opiz
- Vignea davalliana (Sm.) Rchb. [6]